# Perdidos
Perdidos (portugiesisch für: Verlorene) ist ein portugiesisches Filmdrama des Regisseurs Sérgio Graciano aus dem Jahr 2017. Es ist ein Remake des 2006 erschienenen deutschen Thrillers Open Water 2.

## Handlung
Ein paar Freunde aus wohlhabenden Kreisen wollen ein Wochenende auf einer Luxusyacht verbringen. Sie fahren auf das offene Meer hinaus und springen dann irgendwann nacheinander im Übermut hinaus, um im Meer zu schwimmen.
Als sie entdecken, dass niemand von ihnen daran gedacht hat, die Badeleiter auszuwerfen, kommen sie nicht mehr ins Boot zurück. Kilometerweit vom Ufer entfernt, müssen sie sich nun kräftezehrend über Wasser halten, während alle ihre Versuche, ins Boot zurückzugelangen, scheitern. Mit zunehmender Erschöpfung schwindet ihre Hoffnung auf Überleben immer mehr. Ihr fröhlicher Ausflug endet nun in einem existenziellen Überlebenskampf.

## Produktion und Rezeption
Der Film wurde auf und vor der Insel Madeira gedreht und von den Filmproduktionsgesellschaften Stopline Films und Masterdream produziert, mit finanzieller Unterstützung der portugiesischen Filmförderungsanstalt ICAM (heute ICA), der Tourismusförderung der Insel Madeira und des öffentlich-rechtlichen portugiesischen Fernsehsenders RTP.
Nach einer Vorpremiere am 15. Mai 2017 im Lissabonner Cinema São Jorge kam der Film am 18. Mai 2017 in die portugiesischen Kinos und zählte danach 47501 Zuschauer, womit er der zweiterfolgreichste portugiesische Film des Jahres war und zu den erfolgreichsten portugiesischen Filmen gehört.
Er war danach für mehrere portugiesische Filmpreise nominiert und wurde bei den Prémios Fantastic und den Prémios Aquila mit Schauspielpreisen ausgezeichnet.
Perdidos erschien danach in Portugal als DVD bei NOS Audiovisuais.
Am 8. Mai 2020 lief der Film erstmals im öffentlich-rechtlichen Fernsehen, bei RTP1, wo er am 22. Mai 2022 wiederholt wurde.